# 도널드 해리스
도널드 해리스(Donald J. Harris, 1938년 8월 23일 ~ )는 자메이카 출신의 미국인 마르크스 경제학자이며 스탠퍼드 대학교의 명예교수이다.  그의 주요 연구분야는 포스트케인지언경제학을 개발경제학으로 적용하는 것으로 알려져 있다.  그는 스탠포드 대학교의 경제학부에서 최초로 종신 연구직을 받은 흑인 학자이다.  2024년 카멀라 해리스 미국 부통령의 친부이며 변호사인 마야 해리스의 부친이다.

## 학력
런던 대학교에서 학사와 캘리포니아 대학교 버클리에서 박사학위를 받았다.